# Musée Jean-Couty
Le musée Jean-Couty est un musée de peinture à Lyon en France, consacré à l’œuvre de Jean Couty.

## Chronologie
Ce musée privé, a été créé par le fils du peintre, Charles Couty. Le musée est inauguré en 2017 en face de l'Île Barbe.

## Présentation
Le musée est organisé sur deux niveaux pour une superficie totale de 800 m2. Il a ouvert le samedi 18 mars 2017. Il rassemble 150 toiles du peintre,. La collection permanente rassemble plus de plus de 150 œuvres, il accueille aussi des expositions.

## Horaires
Ouvert du mercredi au dimanche, de 11h à 18h.

## Galerie

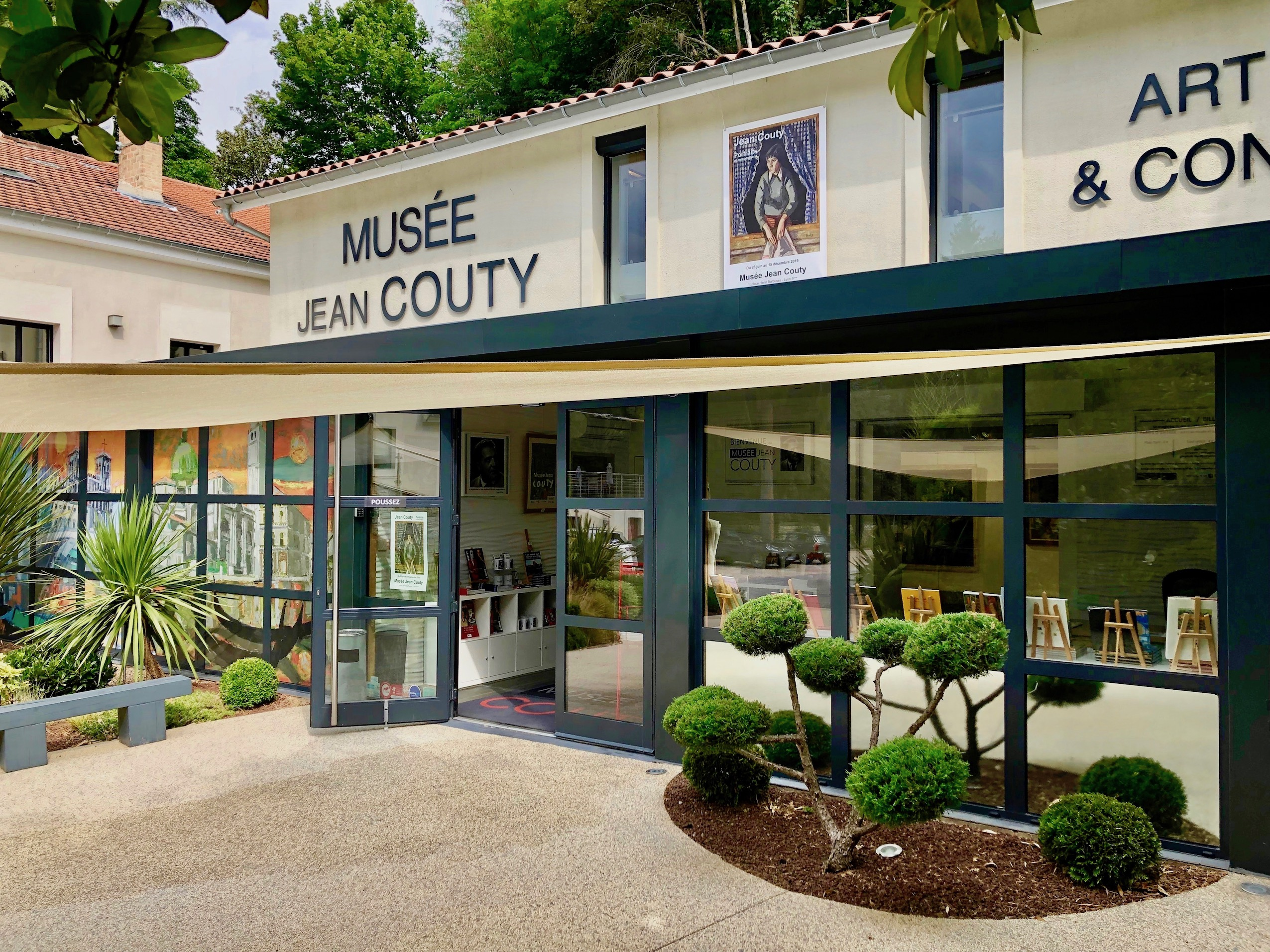
Entrée du musée